# Hjulsbro Tråddrageri- och Spikfabrik
Hjulsbro Tråddrageri- och Spikfabrik startade sin verksamhet 1907 vid en fors i Stångån i Hjulsbro i Östergötland. År 1923 uppfördes en andra fabriksbyggnad för nättillverkning där galvaniserade hönsnät och liknande tillverkades. De två delarna låg på var sin sida om landsvägen mot Vårdsberg som korsade Stångån på broar just vid fabriken tills den nya Hjulsbrobron byggdes 1957.
År 1930 brann spikfabriken ned och spiktillverkningen upphörde. En modernare byggnad för trådtillverkningen uppfördes på platsen året efter. År 1947 brann nätfabriken och ersattes av en modernare byggnad.
År 1946 uppfördes en fabriksbyggnad vid Östra Centralbanan vid Hjulsbro station. Fabriksbyggnaden kallades i folkmun för Grini, efter det tyska koncentrationslägret i Norge, då det påminde om dess utseende.
Under 1960-talet flyttades all verksamhet från fabriksområdet vid ån till fabriken vid järnvägen. De gamla fabrikslokalerna revs i slutet av 1970-talet. Bolaget har bytt namn och ägare flera gånger och fortsätter sin verksamhet under namnet Hjulsbro Steel AB.